# Schwarzwald-Gymnasium Triberg
Das Schwarzwald-Gymnasium Triberg (kurz: SGT) ist ein staatliches Gymnasium in Triberg im Schwarzwald, Baden-Württemberg, das aus der Privatschule mit Internat „Schwarzwaldschule – Private Oberschule“ hervorgegangen ist. Teile des Schulgebäudes stehen unter Denkmalschutz.

## Geschichte
Die ersten Bemühungen um die Errichtung einer Bürgerschule in der Stadt Triberg reichen zurück bis in die zweite Hälfte des 19. Jahrhunderts. Der wirtschaftliche Aufstieg der Stadt und das rasche Bevölkerungswachstum hatten in dieser Zeit zunehmend den Wunsch nach einer Erweiterung des schulischen Bildungsangebotes aufkommen lassen, vor allem das aufstrebende Bürgertum wollte sich nicht mehr mit der obligatorischen Volksschule am Ort begnügen. Die Pläne scheiterten indes zunächst, sowohl an den hohen Kosten wie auch am Mangel an geeigneten Lehrern. So musste sich die Bürgerschaft über Jahrzehnte hinweg mit verschiedensten Provisorien begnügen. Schließlich führte das hartnäckige Anklopfen in Karlsruhe aber doch zum Erfolg: Im Jahr 1905 genehmigte der Großherzogliche Oberschulrat die Errichtung einer eigenständigen Bürgerschule, und diese nahm bereits im Herbst 1905 zunächst mit einer Sexta und einer Quinta den Unterstufenbetrieb auf. Dies war die Geburtsstunde des späteren Gymnasiums.
In den folgenden Jahren wurde die Schule zügig ausgebaut. 1908 wurde sie mit der Einrichtung einer Obertertia zur höheren Bürgerschule, 1909 nach Bildung einer Untersekunda – heute Klasse 10 – zur Großherzoglichen Realschule. Damit war die Aufbauphase abgeschlossen. Die neue Schule fand in der Bevölkerung sehr guten Zuspruch und zwar nicht nur in der Raumschaft, sondern sehr früh auch in der Stadt Hornberg, von wo die Schüler bald nach Triberg zur „Realschule“ kamen. Die Schülerzahl stieg rasch an, und bald wurde die Errichtung eines eigenen Schulgebäudes notwendig. Dieses Gebäude wurde in den Jahren 1907/08 in der Bergstraße erstellt, es wird bis heute vom Gymnasium genutzt.
Die Realschule der damaligen Zeit bildete die sechsjährige Kurzform der Oberrealschule, die ebenso wie das altsprachliche Gymnasium oder das spätere Realgymnasium zum Abitur führte. Die Realschule jener Zeit vermittelte allerdings weniger eine berufliche oder eine eigenständige schulische Qualifikation; ihre Bedeutung bestand vielmehr darin, dass sie nach der Wehrordnung des Deutschen Reiches berechtigt war, nach sechsjährigem Besuch das „Zeugnis über die wissenschaftliche Befähigung für den einjährig-freiwilligen Militärdienst“ auszustellen. Dieses sogenannte „Einjährige“ war in der damaligen Zeit Qualifikation genug, gerade für die höheren Schichten des Bürgertums. Wer weitergehende Ziele verfolgte, konnte seine Schullaufbahn freilich auch an einem auswärtigen Gymnasium, etwa in Villingen, bis zum Abitur fortsetzen. Ihren Höhepunkt erreichte die Triberger Realschule unmittelbar nach dem Ersten Weltkrieg im Schuljahr 1918/19, als in den sechs Klassen 208 Schüler unterrichtet wurden. In den folgenden Jahren sank die Schülerzahl allerdings rasch ab. Der Schultyp verlor wohl vor allem deshalb an Attraktivität, weil die ursprüngliche Qualifikation des „Einjährigen“ in der Zeit der Weimarer Republik ihre Bedeutung einbüßte und weitergehende Berechtigungen mit dem Realschulabschluss kaum verbunden waren.
Im Jahre 1931 wurde die Schule von einem privaten Träger übernommen, seit 1933 trug sie den Namen „Schwarzwaldschule – Private Oberschule“. Gleichzeitig wurde der Schule, die seit diesem Jahr unter der Leitung des Pädagogen Hans Sproll stand, ein Internat angeschlossen.
1952 erhielt das Gymnasium die staatliche Anerkennung und damit auch die Abiturberechtigung. 1966 wurde die inzwischen in weiten Teilen des Bundesgebietes bekannte Internatsschule in eine GmbH umgewandelt; Träger waren von da an die katholische und die evangelische Kirchengemeinden in Triberg. Die starke Expansion im Internatsbereich veranlasste die Schulträger im Jahre 1968 das ehemalige Kloster „Maria Tann“ bei Unterkirnach zu erwerben, um einen Teil des Internats dorthin zu verlegen.
Eine durch viele Faktoren bedingte Krise, in die zahlreiche Privatschulen zu Beginn der 1970er Jahre gerieten, ließen auch in Triberg die Frage nach dem Fortbestand dieser Bildungseinrichtung aufkommen. Der verstärkte Zugang von externen Schülern ließ diesen Schritt gerechtfertigt erscheinen. Während in den 60er Jahren noch etwa 40 Prozent der Schüler im Internat wohnten, betrug der Anteil der internen Schüler im Jahre 1980 weniger als zehn Prozent. Durch diese Entwicklung hatte die Schule bis zum Zeitpunkt der „Verstaatlichung“ im Jahre 1975 ihre Funktion weitgehend geändert: Sie war nicht mehr in erster Linie Internatsschule, sondern vielmehr ein Gymnasium für die Gemeinden der Raumschaft Triberg – Grundlage hierfür war die Entscheidung des baden-württembergischen Kultusministeriums aus dem Jahre 1974, zum 1. August 1975 anstelle der bis dahin privaten „Schwarzwaldschule Triberg“ ein Gymnasium in öffentlicher Trägerschaft zu errichten. Im März des Jahres 1980 fand dieser Umwandlungsprozess auch äußerlich seinen Abschluss, als der Erweiterungsbau des Gymnasiums eingeweiht und seiner Bestimmung übergeben wurde.
Da viele der Oberstufenschüler begannen, die Privatwohnungen der Stadt Triberg dem Internatsleben vorzuziehen und andere Internate attraktivere Sport- und Freizeitangebote vorhielten, sank zunehmend die Zahl der „Internätler“. Dies führte schließlich dazu, dass das Internat zunächst verpachtet und dann 1989 endgültig geschlossen wurde. 1995 wurde das Gebäude schließlich abgerissen.
Das Schwarzwald-Gymnasium Triberg ist heute mit rund 360 Schülern eines der kleinsten Gymnasien Baden-Württembergs. Die Erfordernisse der Infrastruktur der Raumschaft machen die Schule jedoch zu einer unverzichtbaren Einrichtung der Stadt Triberg und ihres Umlandes.

## Architektur
Der denkmalgeschützte Altbau des Gymnasiums wurde 1907/08 nach den Entwürfen der Karlsruher Architekten Arthur Pfeifer und Hans Großmann unter der ausführenden Bauleitung des Triberger Architekten Rudolf Eisele errichtet. Das Gebäude wurde am Hang mit einem natursteinsichtigen Sockelgeschoss als zweigeschossiger Putzbau im Heimatstil erbaut. Der Treppenturm hat eine markante Welsche Haube, die gleichzeitig den höchsten Punkt des Gebäudes bildet. Das steile Satteldach hat einen holzverschindelten Giebel.
Im Inneren des Altbaus befinden sich zahlreiche erhaltene wandfeste Ausstattungen der Bauzeit, wie etwa ein gefliester Wandbrunnen und original erhaltene historische Holztüren, ferner eine Doppel-Pendeltür, die gleichzeitig als weiterer Eingang genutzt werden kann. Auch verschiedenfarbig gestaltete ornamentale Wandfliesen sind erhalten geblieben.

## Profile
Das Gymnasium unterrichtet ab Jahrgangsstufe 8 zwei Profile. Ein naturwissenschaftliches Profil mit dem Fach Naturwissenschaft und Technik als neuem Hauptfach und ein sprachliches Profil mit Französisch und Spanisch. In AG-Form wird auch Latein am Schwarzwald-Gymnasium angeboten.

## Schulfahrten
Seit 1963 besteht zwischen Triberg und Fréjus, Frankreich eine Städtepartnerschaft, die auch einen jährlichen Schüleraustausch mit dem Collège André Leotard und dem Lycée Albert Camus beinhaltet. Dieser erfolgt beidseitig und dauert jeweils 8 Tage. Mit dem Collège Henri Durez aus Estaires besteht eine weitere Partnerschaft. Jedes Jahr nehmen Schüler der 8. Klassen Schüler aus Estaires auf und bieten ihnen eine 8-tägige Unterkunft. Gleichfalls findet ein gegenseitiger einwöchiger Sprachaustausch zwischen beiden Schulen statt.
Jährlich findet in der Klassenstufe 10 eine einwöchige Englandfahrt statt. Darüber hinaus reisen Triberger Schüler traditionell in der Kursstufe im Rahmen einer Studienfahrt nach Rom und haben die Möglichkeit an diversen Kursfahrten (z. B. Berlin, Weimar, Köln, Mailand, Prag) teilzunehmen.

## Hector-Kinderakademie – Standortschule
Seit Juni 2019 wurde am Schwarzwald-Gymnasium Triberg ein Standort der Hector-Kinderakademie Schwarzwald-Baar eingerichtet. Bereits im Winter 2019 wurden dann erste Kurse der Akademie angeboten. In Nachmittagskursen werden Neigungen, Interessen und Begabungen von besonders begabten Kindern zusätzlich gefördert. Die Angebote richten sich an alle besonders befähigten, interessierten, motivierten und kreativen Grundschulkinder im Einzugsgebiet Schwarzwald-Baar, aber auch des Ortenaukreises. Die Akademie für Grundschülerinnen und -schüler ist ein wichtiger Baustein der Begabtenförderung des Landes Baden-Württemberg. In den Kursen der Kinderakademie haben Grundschulkinder die Möglichkeit, ihre persönlichen Begabungsschwerpunkte zu entdecken und auszubauen. Dabei werden besonders Kurse aus dem MINT-Bereich, aber auch in vielen anderen Bereichen angeboten. Die Kurse sollen dabei zu selbstständigem und experimentellem Lernen anregen. Die Teilnahme ist überwiegend kostenlos, nur die Fahrten zu den Kursen müssen von den Eltern selbst organisiert werden.
Für die Auswahl gilt dabei folgendes Verfahren: Die Lehrkräfte der Grundschulen im Einzugsgebiet (Triberg, Schonach, Schönwald, Hornberg) melden der Geschäftsführung der Hector-Kinderakademie Schwarzwald-Baar die Kinder, die ihrer Ansicht nach über eine besondere Begabung und über besonderes Interesse verfügen. Im Einverständnis mit den Eltern können diese Kinder dann an den Kursen der Kinderakademie Schwarzwald-Baar an den jeweiligen Standorten teilnehmen.

## Projekte (Auswahl)

### Tablet-Projekt
In einem Schulversuch erprobt das Kultusministerium seit dem Schuljahr 2017/2018 den Einsatz von Tablets im Unterricht an allgemein bildenden Gymnasien. Neben 4 Pilotschulen ist das Schwarzwald-Gymnasium eine von 14 weiteren Modellschulen, die an dem Schulversuch teilnehmen. Dabei wird untersucht, ob und unter welchen Voraussetzungen digitale Endgeräte Lernprozesse fördern können. Das Hector-Institut für Empirische Bildungsforschung der Universität Tübingen und das Leibniz-Institut für Wissensmedien (IWM) begleiten den Schulversuch.

### Geschichtsprojekt: „Polnische Zwangsarbeiter im Schwarzwald während der Zeit des Nationalsozialismus“
Im Schuljahr 2008/2009 arbeiteten die Schüler der zehnten Klasse des Schwarzwald-Gymnasiums Triberg sowie der polnischen Schulen Gymnasium 2 in Lask, Gymnasium 26 Nikolaus Kopernikus in Łódź, dem Allgemeinbildenden Lyzeum Tadeusz Kosciuszko in Lask sowie das Gymnasium Königin Jadwiga mit Unterstützung der Universitäten Łódź (Paweł Chmielewski) und Freiburg (Heinrich Schwendemann) neben dem Unterricht gemeinsam an dem Projekt „Gedächtnis für die Vergangenheit – Schicksal der Zwangsarbeiter des ‚Dritten Reiches‘ als Botschaft für die Generationen Europas“, einem von der EU geförderten Projekt.
Seit Abschluss des Projektes werden Ausschnitte der Ergebnisse der Erarbeitung auf einer eigens erstellten Internetseite dargestellt. So sind zwei mitgeschnittene Präsentationen ansehbar – aber auch Interviews können ganz (oder thematisch geschnitten) angehört werden. Das Projekt wurde von der Europäischen Union mit 20.000 Euro bezuschusst.
Seit dem Jahr 2020 stellt der Landesbildungsserver des Instituts für Bildungsanalysen Baden-Württemberg (IBBW) eine komplette Unterrichtssequenz bereit, die die Ergebnisse des Projektes als Grundlage verwendet.

### Schule ohne Rassismus – Schule mit Courage
Das Projekt Schule ohne Rassismus – Schule mit Courage wurde durch eine Initiative der Schülervertretung im Schuljahr 2019/2020 beschlossen und am 7. September 2019, nach einer Unterschriftenaktion, endgültig umgesetzt. Über 78 % sämtlicher am Schulleben beteiligter Personen sprachen sich zuvor für eine Schule mit Courage aus und stimmten damit den drei genannten SOR-SMC-Grundprinzipien zu.

## Wettbewerbserfolge und Preise (Auswahl)
- Geschichtspreis (2009): des Powiat Łaski (Polen) für das von der EU geförderte deutsch-polnische Geschichtsprojekt „Polnische Zwangsarbeiter im Schwarzwald während der Zeit des Nationalsozialismus“.[35]
- Zweiter Platz beim 2016: von der Sparkasse Schwarzwald-Baar und dem Südkurier durchgeführten Schulwettbewerb für das Projekt „Sport und Spaß“ (mit 7500.- Euro dotiert).[36]
- Die Theater-AG des Schwarzwald-Gymnasium gewann 2018: den mit 1500.- Euro dotierten 3. Platz des Kulturpreises Schwarzwald-Baar.[37]
- 2. Platz beim Regionalentscheid 2019 von „Mathematik ohne Grenzen“ (unter 173 teilnehmenden Klassen im Regierungsbezirk Freiburg).[38]
- 7. Platz beim Bundesfinale 2023 „Jugend trainiert für Olympia“ im Skilanglauf (WKIII), Mädchen.[39]

## Persönlichkeiten (Schüler)
- Frieder Burda (1936–2019), Kunstsammler und Museumsstifter
- Albrecht Dold (1928–2011), Mathematiker und Professor in Heidelberg
- Wolfram Dufner (* 1926), deutscher Diplomat und Schriftsteller
- Wolfgang Schäuble (1942–2023),[40] deutscher Politiker der CDU und ehemaliger Präsident des Deutschen Bundestages (2017 bis 2021)
- Eberhard Schweigert (1942–2004), Maler und Kunstpädagoge
- Horst Siedle (1938–2019), Unternehmer und Stiftungsgründer

## Persönlichkeiten (Lehrkräfte)
- Herbert Lenz (1919–1984), deutscher Maler; Kunsterzieher und Illustrator, der unter anderem den 1972 erschienenen Kinderbuchklassiker „Die dumme Augustine“ von Otfried Preussler (Text) illustriert hat.